# Melquiades Candelario Gomez
Melquiades Candelario Gomez (sinh ngày 23 tháng 2 năm 1983) là một cựu cầu thủ bóng đá người Tây Ban Nha. Anh đã từng thi đấu tại V.League 1 cho các câu lạc bộ như Xuân Thành Sài Gòn, Đồng Nai, SHB Đà Nẵng và Than Quảng Ninh.